# Letitia Chitty

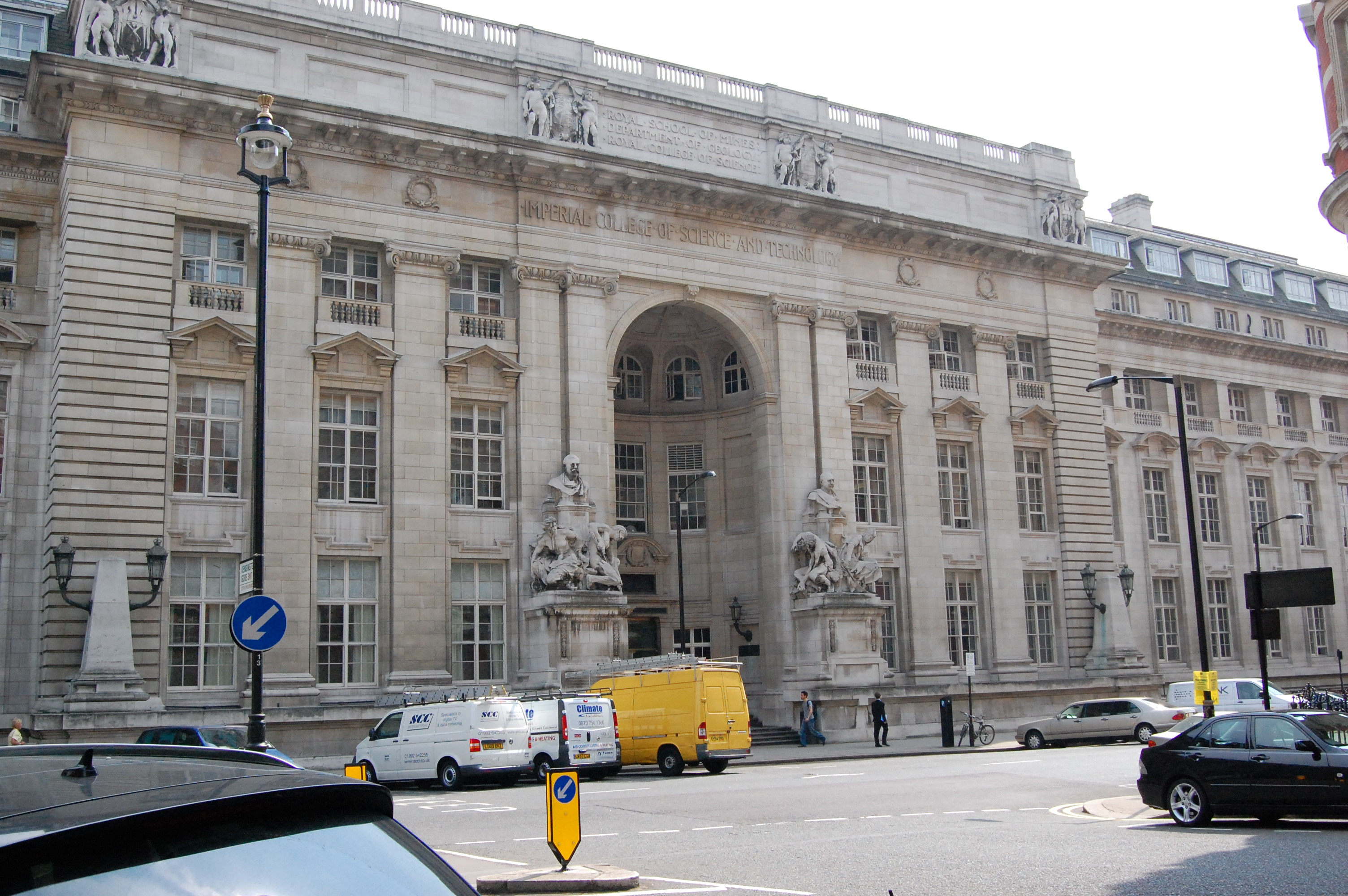
Imperial College in London, wo Chitty von 1934 bis 1962 arbeitete

Letitia Chitty (* 15. Juli 1897 in London; † 29. September 1982) war eine englische Ingenieurin. Sie war die erste weibliche Stipendiatin der Royal Aeronautical Society und die erste weibliche Empfängerin der Telford-Medaille.

## Leben und Werk
Chitty war die älteste von vier Töchtern und von einem Sohn von Mabel Agatha und dem Rechtsanwalt Herbert Chitty. Ihr Großvater väterlicherseits war der Richter Sir Joseph William Chitty und ihr Großvater mütterlicherseits war Edward Bradby, der Schulleiter des Haileybury Colleges.
Chitty begann 1916 ihr Studium am Newnham College der Universität Cambridge und schloss den ersten Teil der Tripos-Prüfung ab. Während des Ersten Weltkriegs wurde sie im Rahmen eines britischen Programms zur Ermittlung der besten weiblichen Mathematikabsolventen 1918 für die Kriegsarbeit mit Alfred Pippard im Admiralty Air Department ausgewählt. Inspiriert von ihm kehrte sie an die Universität Cambridge zurück und wechselte das Studienfach von Mathematik zu Ingenieurwissenschaften. 1921 schloss sie als erste Frau die Tripos für Mechanische Wissenschaften mit Auszeichnung ab. Sie arbeitete weiterhin im Luftfahrtministerium mit Richard V. Southwell und Alfred Pippard zusammen und analysierte die Belastung von Flugzeugen, Luftschiffen und Tiefbaukonstruktionen.
Hier überprüfte sie auch die strukturelle Festigkeit des Holzflugzeugs Tarrant Tabor. Der Holzhändler Walter George Tarrant entwarf und konstruierte den sechsmotorigen Dreidecker-Bomber Tarrant Tabor, dessen Festigkeit sie mathematisch analysierte. Ihre Berechnungen wurden nicht beachtet und das Flugzeug stürzte beim ersten Start vom Royal Aircraft Establishment in Farnborough am 26. Mai 1919 ab, tötete beide Piloten und verletzte die anderen sechs Personen an Bord schwer.
Sie arbeitete mit Pippard an Flugzeugstrukturen, wo sie einen Großteil der mathematischen Arbeiten übernahm. In den 1930er Jahren war sie Teil einer Gruppe, die den Absturz des Luftschiffs R38 analysierte und verschiedene Artikel des Luftfahrtministeriums über Belastungen der Luftschiffstrukturen veröffentlichte. 1934 wurde sie wissenschaftliche Mitarbeiterin am Imperial College London. Im Zweiten Weltkrieg untersuchte sie unter anderem das Verhalten von U-Boot-Rümpfen unter Granatenangriffen und Spannungen in dehnbaren Kabeln. Ihre späteren Arbeiten beschäftigten sich mit der Belastung großer Staudämme im Nahen Osten, wie den Dukan-Damm im Irak.
1937 wurde sie Dozentin und trat 1962 in den Ruhestand.

## Auszeichnungen
Sie war die ersten weibliche Fellow der Royal Aeronautical Society, das dritte weibliche Corporate Member der Institution of Civil Engineers (ICE) und die erste Frau, die 1958 in ein technisches ICE-Komitee berufen wurde. Sie erhielt vier Telford Premium-Medaillen für mit Pippard verfasste Arbeiten und erhielt 1969 als erste Frau die Telford-Goldmedaille. Sie war ein frühes Mitglied der Women’s Engineering Society.
In ihrem Testament hinterließ sie ein Vermächtnis an das Imperial College, das den Lesesaal der Bibliothek nach ihr benannte. Das Imperial College vergibt außerdem einen Letitia Chitty Centenary Memorial Prize und das Newnham College einen „Letitia Chitty Award for Engineering“.